# دختری که زیاد می‌دانست
دختری که زیاد می‌دانست (ایتالیایی: La ragazza che sapeva troppo) یا چشم‌زخم (انگلیسی: Evil Eye) یک فیلم ایتالیایی به کارگردانی ماریو باوا محصول سال ۱۹۶۳ است. از بازیگران آن می‌توان به جان ساکسون، والنتینا کورتزه، لوئیجی بونوس، لوچیا مودونیو، آدریانا فاکتی، میلو کسادا و لتیسیا رومن اشاره کرد.
این فیلم را نخستین نمونه از آثار جالوی سینمای ایتالیا برشمرده‌اند.